# Søllerød Gold Diggers 2011
Questa voce raccoglie le informazioni riguardanti i Søllerød Gold Diggers nelle competizioni ufficiali della stagione 2011.

## Nationalligaen 2011

### Stagione regolare
| 16 aprile 2011 1ª giornata | Amager Demons | 0 – 58 | Søllerød Gold Diggers |  |

| 15 maggio 2011 5ª giornata | Søllerød Gold Diggers | 61 – 7 | Amager Demons |  |

| 22 maggio 2011 6ª giornata | Søllerød Gold Diggers | 62 – 0 | Kronborg Knights |  |

| 11 giugno 2011 9ª giornata | Herlev Rebels | 20 – 48 | Søllerød Gold Diggers |  |

| 26 giugno 2011 11ª giornata | Copenhagen Towers | 40 – 41 | Søllerød Gold Diggers |  |

| 6 agosto 2011 12ª giornata | Søllerød Gold Diggers | 47 – 20 | Copenhagen Towers |  |

| 14 agosto 2011 13ª giornata | Kronborg Knights | 0 – 56 | Søllerød Gold Diggers |  |

| 20 agosto 2011 14ª giornata | Søllerød Gold Diggers | 28 – 13 | Herlev Rebels |  |

| 11 settembre 2011 17ª giornata | Søllerød Gold Diggers | 31 – 13 | Triangle Razorbacks |  |

### Playoff
| 24 settembre 2011 Semifinale | Søllerød Gold Diggers | 52 – 6 | Herlev Rebels |  |

| Farum 8 ottobre 2011 Mermaid Bowl | Søllerød Gold Diggers | 31 – 35 | Triangle Razorbacks | Farum Park |

## EFAF Cup 2011

### Stagione regolare
| Nærum 9 aprile 2011, ore 15:00 1ª giornata | Søllerød Gold Diggers | 40 – 16 | Cougars de Saint-Ouen-l'Aumône | Rundforbi Stadion |

| Coventry 7 maggio 2011, ore 18:00 3ª giornata | Coventry Jets | 0 – 90 (0-30 0-36 0-17 0-7) | Søllerød Gold Diggers | Butts Park Arena |

### Playoff
| Londra 4 giugno 2011, ore 15:00 Semifinale | London Blitz | 23 – 7 (0-7 9-0 7-0 7-0) | Søllerød Gold Diggers | Finsbury Park |

### Statistiche di squadra
| Competizione                 | %Vittorie | In casa | In casa | In casa | In casa | In casa | In casa | In trasferta | In trasferta | In trasferta | In trasferta | In trasferta | In trasferta | Totale | Totale | Totale | Totale | Totale | Totale |
| Competizione                 | %Vittorie | G       | V       | N       | P       | Pf      | Ps      | G            | V            | N            | P            | Pf           | Ps           | G      | V      | N      | P      | Pf     | Ps     |
| ---------------------------- | --------- | ------- | ------- | ------- | ------- | ------- | ------- | ------------ | ------------ | ------------ | ------------ | ------------ | ------------ | ------ | ------ | ------ | ------ | ------ | ------ |
| NL - Stagione regolare       | 1.000     | 5       | 5       | 0       | 0       | 229     | 53      | 4            | 4            | 0            | 0            | 203          | 60           | 9      | 9      | 0      | 0      | 432    | 113    |
| NL - Playoff                 | .500      | 2       | 1       | 0       | 1       | 83      | 41      | 0            | 0            | 0            | 0            | 0            | 0            | 2      | 1      | 0      | 1      | 83     | 41     |
| EFAF Cup - Stagione regolare | 1.000     | 1       | 1       | 0       | 0       | 40      | 16      | 1            | 1            | 0            | 0            | 90           | 0            | 2      | 2      | 0      | 0      | 130    | 16     |
| EFAF Cup - Playoff           | .000      | 0       | 0       | 0       | 0       | 0       | 0       | 1            | 0            | 0            | 1            | 7            | 23           | 1      | 0      | 0      | 1      | 7      | 23     |
| Totale                       | .857      | 8       | 7       | 0       | 1       | 352     | 110     | 6            | 5            | 0            | 1            | 300          | 83           | 14     | 12     | 0      | 2      | 652    | 193    |